# Automobiles Poupée
Automobiles Poupée war ein französischer Hersteller von Automobilen.

## Unternehmensgeschichte
Das Unternehmen aus Maubeuge-Douzier begann 1913 mit der Produktion von Automobilen. Der Markenname lautete Poupée. Im gleichen Jahr endete die Produktion.

## Fahrzeuge
Im Angebot stand nur ein Modell mit Vierzylindermotor und einem Hubraum von 1130 cm³. Die offene Karosserie bot Platz für zwei Personen.